# Ryan Delahoussaye
Ryan Delahoussaye (* 14. Januar 1976 in Houston County/Texas) ist ein US-amerikanischer Musiker und spielt bei Blue October, die er 1995 gemeinsam mit Frontmann Justin Furstenfeld gründete. Er spielt mehrere Instrumente und ist auch Backgroundsänger der Band.

## Leben
Delahoussaye wurde 1976 in Houston geboren und lernte den späteren Mitgründer Justin Furstenfeld an der High School for the Performing and Visual Arts kennen. Sie sind seitdem unzertrennliche Freunde.

## Karriere
Bevor Delahoussaye mit Furstenfeld die Gruppe Blue October gründete, spielte er bei Harvey und Bayou Roux. Bekannt wurde er aber erst mit Blue October, womit er bisher bei allen Veröffentlichungen aktiv mitwirkte.

## Instrumente
Delahoussaye ist ein Multiinstrumentalist, der in der Lage ist Violine, Mandoline, Bratsche, E-Geige, Keyboard und Tamburin zu spielen. Delahoussayes Pizzicato mit seinen Streichinstrumenten ist seit der Gründung ein fester Bestandteil im Musikstil der Band. Furstenfeld sagte über Delahoussayes Umgang mit seinen Instrumenten, dass er seine Instrumente nicht so verwendet, wie jeder andere sonst, sondern seine Streichinstrumente eher wie eine zusätzliche Gitarre spielt, was das Blue in Blue October darstellt. Außerdem meinte er, dass die Melodie ohne ihn nicht launisch erscheint.